# 錫杖寺
錫杖寺（しゃくじょうじ）は、埼玉県川口市にある真言宗智山派の寺院。

## 歴史
740年（天平12年）、行基によって開山された。行基は聖武天皇の命により光明皇后の病の平癒のため当地にて草庵を結んだ。これが当寺の起源である。その後、弘安年間（1278年 - 1288年）に願行上人（憲静）が行基の草庵を再興した。1460年（寛正元年）に願行上人（憲静）の法統を継承する宥鎮が改めて再再興した。宥鎮の再再興後に印融が当寺に立ち寄っている。
1622年（元和8年）、江戸幕府第2代将軍徳川秀忠は日光社参の御膳所（休憩所）として当寺を定めた。当寺が日光御成道に面していたことによる。以降、日光社参を行う歴代将軍が立ち寄ることになった。1626年（寛永3年）、第3代将軍徳川家光より「金子幷木材」を拝領して「御成門」を完成させた。これは将軍専用の門であり、普段は閉門したままであった。

## 瀧山の墓所
当寺には、幕末の大奥御年寄瀧山の墓がある。瀧山は江戸開城前に自分に仕えていた侍女「仲野」の実家（船津家）がある川口に隠棲した。そして船津家から夫婦養子として幸次郎と美祢をとり、新たに「瀧山家」を興した。当寺には瀧山が使っていた駕籠が寄進されている。

## 文化財
- 銅鐘（埼玉県指定有形文化財 昭和33年3月20日指定）[4]

## 交通アクセス
- 川口駅東口より徒歩13分。
- 川口元郷駅より徒歩7分。